# Escadron 3
 (janvier 2024).
Pour plus de détails, voir Fiche technique et Distribution.
Escadron 3 (en chinois simplifié : 三大队 ; chinois traditionnel : 三大隊 ; pinyin : Sān dà duì) est un film criminel chinois, sorti en 2023. Le film est fondé sur le roman non fictionnel Dites au commandant que l’escadron 3 a achevé sa mission, écrit par Shēnlán.

## Synopsis
Bīng Chéng (程兵) fut le capitaine de l’escadron 3 d’enquête criminelle de la police. Pendant l’interrogatoire de l’un des deux suspects accusés de violer et de tuer une fille de 14 ans, le suspect fut décédé dans des circonstances douteuses. Chéng et ses camarades furent reconnus coupables à l'accusation d'avoir causé un préjudice corporel grave. Ils furent donc condamnés à de lourdes peines de prison.
Après avoir purgé sa peine, Chéng apprit que le deuxième suspect fut toujours en liberté. Bien qu’il n’est plus un policier, Chéng a décidé à continuer la chasse au deuxième suspect.

## Distribution

### Escadron 3
| Acteur/Acteuse | Personnage      | Description |
| -------------- | --------------- | --- |
| Zhang Yi (en)  | Bīng Chéng      | L’ancien capitaine de l’escadron 3.                                                                                          |
| Chén Lǐ        | Jiàntāo Yáng    | Ancien membre de l’escadron 3.                                                                                               |
| Chén Wèi       | Yīzhōu Xú       | Ancien membre de l’escadron 3.                                                                                               |
| Bǐngkūn Cáo    | Bīn Cài         | Ancien membre de l’escadron 3.                                                                                               |
| Xiāo Wáng      | Zhènkūn Mǎ      | Ancien membre de l’escadron 3.                                                                                               |
| Zǐxián Zhāng   | Jiàn Liào       | Ancien membre de l’escadron 3.                                                                                               |
| Xīnmíng Yáng   | Qīngliáng Zhāng | Ancien membre de l’escadron 3. Mentor de Bīng Chéng. Tué par l’hémorragie intracérébrale après la chasse au premier suspect. |

### Famille
| Acteur/Acteuse | Personnage                | Description                                         |
| -------------- | ------------------------- | --------------------------------------------------- |
| Chuàng Chén    | M. Yuè                    | Père de Yáng Yuè, la victime de viol et de meurtre. |
| Qiānyī Mǎ      | Huìhuì Chéng (jeunesse)   | Fille de Bīng Chéng.                                |
| Yìtóng Zhāng   | Huìhuì Chéng (âge adulte) | Fille de Bīng Chéng.                                |
| Lìyǎ Ài        | Mme. Zhāng                | Femme de Qīngliáng Zhāng                            |
| Zǐháng Shèng   | Xiǎobō Liào (jeunesse)    | Fils de Jiàn Liào.                                  |
| Xuànmíng Gào   | Xiǎobō Liào (âge adulte)  | Fils de Jiàn Liào.                                  |
| Yè Gāo         | Mme. Mǎ                   | Femme de Zhènkūn Mǎ.                                |

### Antagonistes
| Acteur/Acteuse   | Personnage  | Description |
| ---------------- | ----------- | --- |
| Yǔtián Wáng      | Dàyǒng Wáng | Frère aîné d’Èryǒng Wáng. L’un des deux suspects de viol et de meurtre. Son mort dans des circonstances douteuses a causé l’emprisonnement des membres de l’escadron 3.                                                                                       |
| Běnyù Zhāng (zh) | Èryǒng Wáng | Frère cadet de Dàyǒng Wáng. L’autre suspect de viol et de meurtre. Après avoir échappé à la justice, il restait en liberté en vivant sous une nouvelle identité fabriquée. Il est finalement identifiés à la fin du film grâce à leurs empreintes génétiques. |

## Box-office
| Pays  | Box-office  | Classement de tous les temps | Comparaison avec le film classé no 1                          |
| Chine | 625000000 ¥ |                              | 863000000 ¥ (L’Armée des volontaires : Les soldats courageux) |